# Aris Khatzistefanu
Aris Khatzistefanu és un periodista grec. Ha treballat a Skai 100.3, mitjà pel qual va cobrir des de l'embarcació l'atac a la flotilla de Gaza, i ha col·laborat amb BBC World i The Guardian. Ha dirigit diversos documentals sobre la crisi, com Khreokratia (2011), Catastroika (2012), i Feixisme SL (2014), on denuncia la convivència de les elits polítiques i econòmiques amb Alba Daurada. El gener de 2013 cofundà la publicació Unfollow.